# Aqua Teen Hunger Force Colon Movie Film for Theaters
Aqua Teen Hunger Force Colon Movie Film for Theaters è un film d'animazione del 2007 diretto da Matt Maiellaro e Dave Willis.
Basato interamente sulla serie animata Aqua Teen Hunger Force, il lungometraggio, a cui prendono parte come doppiatori Dana Snyder, Carey Means, Dave Willis, Matt Maiellaro, Mike Schatz, Andy Merrill, C. Martin Croker, Bruce Campbell, Neil Peart e Chris Kattan, segna il primo e unico debutto cinematografico di una produzione di Adult Swim, blocco di programmazione a tarda notte che trasmette su Cartoon Network, dove viene trasmessa la serie originale.
Aqua Teen Hunger Force Colon Movie Film for Theaters uscì nelle sale cinematografiche statunitensi il 13 aprile 2007, distribuito da First Look Pictures, e ha incassato 5,5 milioni $ rispetto al suo budget di 750,000 $. Il 14 agosto 2007, la Warner Home Video ha pubblicato il film anche in formato DVD.

## Trama
Il film inizia con una falsa introduzione teatrale, dove un gruppo di snack antropomorfi cantano finché non vengono interrotti da un altro gruppo di snack. I gruppi continuano a cantare a squarciagola, urlando le loro bizzarre regole teatrali, prima di finire in un assolo di chitarra.
Il film vero e proprio inizia però in Egitto, dove Frullo, Fritto e Polpetta riescono ad uscire dalla Sfinge e vengono attaccati da un cane barbone gigante che uccide Fritto. Frullo riesce a sconfiggerlo e, insieme a Polpetta fuggono con il cadavere di Fritto. Più tardi incontrano Time Lincoln, che aiuta i due a far resuscitare Fritto. Tuttavia, quando gli agenti del governo irrompono nella sua casa, Time Lincoln aiuta gli Aqua Teen a fuggire dentro una nave spaziale di legno. Time Lincoln viene sparato, cambiando la linea del tempo. Di conseguenza, con la vittoria degli Stati Confederati d'America nella guerra civile americana, gli agenti governativi sono stati resi schiavi da un colonnello nero del Kentucky, come punizione per i loro crimini. Tutto questo, tuttavia, è una storia elaborata e inventata da Frullo per spiegare la loro origine a Polpetta. Nel frattempo, una fetta di anguria antropomorfa di nome Walter Melon sta volando in una navicella spaziale ricavata da un cocomero scavato. Dentro la navicella, Walter Melon osserva, con uno schermo, gli Aqua Teen sulla Terra. Tutto si svolge secondo il suo piano e più tardi viene raggiunto, nella sua nave, da Neil Peart dei Rush, seduto alla sua batteria.
Frullo ha in programma di allenarsi con la sua nuova macchina per esercizi, la Insanoflex. Fritto nota che la macchina non è stata assemblata correttamente e che le istruzioni non si trovano da nessuna parte. Allora decide di cerca online, dove invece trova un sito web scritto in uno strano dialetto, con un messaggio in inglese che avverte di non assemblare mai la macchina. Nell'elenco del sito, tuttavia, si trova un numero di telefono. Fritto prova a chiamare e dall'altra parte si rivela esserci Emory e Oglethorpe, i Plutoniani. Prima ancora di rispondere al telefono, i due Plutoniani trovano a bordo della loro navicella il Cybernetic Ghost of Christmas Past from the Future. Cybernetic Ghost spiega ai due alieni la storia di Insanoflex: una macchina che una volta assemblata, eserciterà l'uomo trasformandolo in un super-essere, che attirerà tutte le donne sulla Terra portando ad un'immensa endogamia e all'eventuale estinzione dell'intera umanità. Per evitare ciò, Cybernetic Ghost ha viaggiato nel passato e ha rubato una sola vite che è capace di mantenere attaccate le varie parti della macchina. I Plutoniani gli fanno notare che la macchina si può assemblare anche semplicemente comprando un'altra vite o infilando una matita nel foro della vite. Dopo essere riuscito a ottenere le istruzioni, Fritto finisce di costruire l'Insanoflex, inserendo una matita nel foro della vite mancante, ma scopre che sul pannello posteriore manca ancora un circuito a forma di M. Il trio visita Carl per vedere se ha il pezzo mancante. Dopo essersi rifiutato di dirglielo, Polpetta trova un indirizzo nell'Insanoflex. Più tardi, Frullo, Fritto e Polpetta visitano il manicomio abbandonato del Dr. Weird. Fritto recupera il circuito mancante e lo installa nella macchina. Carl insiste sul fatto che il legittimo proprietario della macchina dovrebbe essere il primo a testarla. L'Insanoflex quindi lega Carl e si trasforma in un gigantesco robot da un occhio solo. Dopo aver attivato della musica dance, il robot si dirige verso il centro di Filadelfia. Arrivato, il robot inizia a deporre delle uova metalliche, da cui, dopo essersi schiuse, escono delle versioni più piccole dell'Insanoflex.
Gli Aqua Teen, aiutati da un video didattico, trovano un modo per distruggere la macchina usando la musica. Avendo poco tempo a disposizione, e dopo aver fatto uno strano incontro con MC Pee Pants (che si è reincarnato in una mosca), gli Aqua Teen non hanno altra scelta che far suonare Frullo con la sua chitarra. Frullo suona male la sua canzone Nude Love e l'Insanoflex si suicida. Adesso gli Aqua Teen cercano di capire come fermare gli altri piccoli Insanoflexes che vogliono distruggere la città.
Mentre viaggiano verso il manicomio del Dr. Weird, Fritto inizia a raccontare la vera storia della creazione degli Aqua Teen. Durante il racconto si scopre che i tre sono stati creati dal Dr. Weird, nel suo laboratorio, insieme a una crocchetta di pollo di nome Chicken Bittle. Nel flashback, il Dr. Weird dice che gli Aqua Teen sono stati creati per uno scopo: far schiantare un jet in un muro di mattoni. A bordo del jet, Fritto prende i comandi e devia il muro. Quindi decidono di andare in Africa, dove avrebbero cercato di usare la loro intelligenza per risolvere la fame nel mondo. In Africa, Bittle viene attaccato e mangiato da un leone. I restanti Aqua Teen invece hanno cercato di aiutare un piccolo villaggio, ma invece hanno fatto spaventare gli abitanti. Dopo aver capito che non potevano essere di grande aiuto, sono tornati in America e hanno affittato quella che ora è la loro casa nel New Jersey. Frullo e Polpetta dicono di non ricordare nulla di tutto ciò, ma Fritto spiega che i due erano troppo occupati a giocare al Game Boy per prestare attenzione.
Nel frattempo, Carl e Linda, una donna muscolosa, si adagiano nella sua stanza, dove lei rivela di essere il Dr. Weird travestito. La donna taglia i muscoli di Carl e li innesta sul proprio corpo. Fritto e il Dr. Weird combattono tra di loro, mentre discutono tutta l'ora su chi ha creato chi. Il Dr. Weird afferma che è stato lui a crearlo, non il contrario, e mostra a Fritto un orsacchiotto pieno di lame di rasoio. Frullo cerca di prendere l'orsacchiotto, ma perde la sua mano. Il Dr. Weird rivela poi che il diamante blu sulla schiena di Fritto nasconde un videoregistratore che contiene una videocassetta con falsi ricordi del Dr. Weird sulla creazione di Fritto.

## Personaggi e doppiatori
- Frullo (in originale: Master Shake), voce originale di Dana Snyder.
Un frappé. Insieme ai suoi fratelli Fritto e Polpetta, convive inizialmente in una casa di un quartiere suburbano del sud New Jersey e in seguito a Seattle e nella residenza fittizia di Seattle, in New Jersey.
- Fritto (in originale: Frylock), voce originale di Carey Means.
Un pacchetto rosso di patate fritte. Convive insieme ai suoi fratelli Frullo e Polpetta.
- Polpetta (in originale: Meatwad), voce originale di Dave Willis.
Una palla di carne macinata. Convive insieme ai suoi fratelli Frullo e Fritto.
- Carl Brutananadilewski, voce originale di Dave Willis.

Il vicino di casa degli Aqua Teen.
- Lunamiani, voci originali di Dave WIllis e Matt Maiellaro.
- Plutoniani, voci originali di Andy Merrill e Mike Schatz.
- Dott. Weird, voce originale di C. Martin Croker.
- Steve, voce originale di C. Martin Croker.
- Cybernetic Ghost of Christmas Past from the Future, voce originale di Matt Maiellaro.
- Chicken Bittle, voce originale di Bruce Campbell.
- Walter Melon, voce originale di Chris Kattan.
- MC Pee Pants, voce originale di MC Chris.
- Time Lincoln, voce originale di Fred Armisen.
- Neil Peart, voce originale di Neil Peart.
- Agenti della CIA, voci originali di H. Jon Benjamin e Jon Glaser.
- Satana, voce originale di Matt Maiellaro.
- Space Ghost, voce originale di George Lowe.
- Proprietario della piantagione, voce originale di Isaac Hayes III.
- Burrito, voce originale di Tina Fey.
- Rob Goldstein, voce originale di Craig Hartin.
- Linda, voce originale di Matt Harrigan.

## Produzione
In un'intervista al San Diego Comic-Con del 2005, Dana Snyder e Matt Maiellaro hanno confermato i rumor di una possibile uscita di un lungometraggio incentrato su Aqua Teen Hunger Force. Altri dettagli sono stati rivelati più tardi al Paley Television Festival del 2005 riguardo ad un possibile cameo con il gruppo funk Cameo. Al festival, Maiellaro ha descritto il lungometraggio come "un pezzo d'azione che condurrà alle origini gli Aqua Teen".
I creatori hanno rivelato molte più informazioni in un'intervista con Wizard Entertainment. Mentre i creatori hanno cercato di aggirare molte delle domande poste da Wizard, hanno confermato che il film sarebbe durato 80 minuti, prodotto con un budget di 750.000$, e che avrebbe presentato dettagliamente un "perduto Aqua Teen", una grande pepita di pollo chiamata Chicken Bittle, doppiato da Bruce Campbell. I creatori hanno anche confermato i cameo con il batterista e paroliere Neil Peart, con il doppiatore H. Jon Benjamin e il comico Jon Glaser, e Fred Armisen di Saturday Night Live. La band heavy metal Mastodon ha dichiarato in un articolo di Decibel che si sarebbero esibiti durante l'opening del film e che la band avrebbe interpretato una scatola di popcorn, una soda, un hot dog e una caramella. In realtà, con l'uscita del film, si scopre che le loro vere controparti sono un brezel, un mucchio di nachos, una scatola di Icecaps e una caramella gommosa.

## Colonna sonora
La colonna sonora del film fu pubblicata il 10 aprile 2007, con il titolo di Aqua Teen Hunger Force Colon Movie Film for Theaters Colon the Soundtrack. Nella colonna sonora originale compaiono diverse canzoni inedite, alcune delle quali registrate appositamente per l'album. Nella compilation sono presenti anche una intro/outro intitolata Nude Love, cantata da Frullo, una traccia del rapper MC Chris, diverse scenette e suoni provenienti direttamente dal film e una versione mixata della sigla di Aqua Teen Hunger Force, cantata dal rapper Schoolly D. L'album presenta un mix di stili musicali che vanno dall'heavy metal all'indie rock e all'hip-hop e presenta altra musica composta da Mastodon, Killer Mike e Unearth. Il brano In the Air Tonight di Phil Collins, usato verso la fine del film, non è stato inserito nell'album.

### Album
Le musiche composte per il film vennero pubblicate dalla William Street Records il 10 aprile 2007; l'album comprende diciassette pezzi composti da Mastodon, Killer Mike, Unearth, Early Man, Schoolly D, Andrew W.K., Nine Pound Hammer, Brass Castle, MC Chris e The Hold Steady, oltre ai creatori stessi della serie.

#### Tracce
1. Nude Love – 1:27 (musica: Frullo)
2. Groovy Time for a Movie Time – 0:48 (musica: Soda Dog Refreshment Squad)
3. Cut You Up With a Linoleum Knife – 1:50 (musica: Mastodon)
4. More to Me Than Meat and Eyes – 3:11 (musica: Early Man)
5. Aqua Teen Hunger Force Theme – 1:34 (musica: Schoolly D)
6. Skit – 0:18 (musica: Polpetta)
7. The Chosen – 3:50 (musica: Unearth)
8. Party Party Party – 1:56 (musica: Andrew W.K.)
9. Skit – 0:15 (musica: Carl Brutananadilewski)
10. Carl's Theme – 2:42 (musica: Nine Pound Hammer)
11. Bookworm Resin – 3:34 (musica: Brass Castle)
12. Skit – 0:22 (musica: Frullo)
13. Blam Blam – 6:12 (musica: Killer Mike)
14. I Like Your Booty (But I'm Not Gay) – 2:04 (musica: Insane-O-Flex)
15. I Want Candy – 2:03 (musica: MC Chris)
16. Girls Like Status – 2:43 (musica: The Hold Steady)
17. Nude Love (Reprise) – 9:28 (musica: Frullo)

Durata totale: 44:17

### Altri brani
La colonna sonora presenta anche i seguenti quattro brani:
1. Misfits and Mistakes (musica: Polpetta e Superchunk)
2. Face Omelet (musica: Frullo e Nashville Pussy)
3. Skit (musica: Carl Brutananadilewski)
4. Guitar Solo (musica: Matt Maiellaro)

## Promozione
Il poster del film è stato illustrato da Julie Bell e Boris Vallejo ed è una parodia del poster del film King of the Mountain.

### Allarme bomba di Boston del 2007
Il 31 gennaio 2007 la polizia di Boston, nel Massachusetts, ha ricevuto segnalazioni riguardo degli strani dispositivi simili a ordigni, posizionati in vari luoghi della città. I dispositivi si sono rivelati essere dei Lite-Brite con le immagini dei Lunamiani Ignignokt e Err che facevano il dito medio e sono stati progettati per promuovere Aqua Teen Hunger Force, come parte di una campagna di guerriglia marketing autorizzata da Cartoon Network, la casa madre del cartone animato. Prima delle segnalazioni avvenute a Boston, i dispositivi erano presenti in diverse città già da una settimana.
Il governo della città di Boston ha chiesto un rimborso in denaro che era stato speso per rispondere all'incidente. L'importo quotato era inizialmente di 500.000 $, il quale è poi aumentato a 750.000 $.
Il 5 febbraio dello stesso anno è stato annunciato che Turner Broadcasting System e la città di Boston hanno raggiunto un accordo di 2 milioni $ per compensare il costo della rimozione dei dispositivi: 1 milione $ per coprire il costo delle agenzie coinvolte e 1 milione $ per la sicurezza nazionale.
L'episodio Boston della quinta stagione di Aqua Teen Hunger Force è stato prodotto dai creatori come risposta all'accaduto dell'allarme bomba, ma Adult Swim lo ha cancellato per evitare ulteriori polemiche. Tuttavia, nel 2015, l'episodio è stato pubblicato e reso disponibile illegalmente su internet.

## Sequel
Inizialmente giravano voci di un sequel intitolato Death Fighter. Sebbene molto poco sia stato confermato da Adult Swim riguardo al film, ci sono state molte dichiarazioni del cast o parti vicine al riguardo. Il 15 dicembre 2008, Dave Willis ha dichiarato che non era stata scritta ancora nessuna sceneggiatura e che il film sarebbe uscito nella primavera del 2009. In seguito, in un'intervista dell'aprile 2009, Dave ha scherzato sul fatto che il film non avesse alcun tipo di finanziamento. In un'intervista del 2010, i membri dello staff di Radical Axis hanno confermato che un sequel era effettivamente in produzione e hanno menzionato la possibilità che il film potesse essere realizzato in 3D. Inizialmente progettato per un'uscita nelle sale, il cast non riusciva a trovare un distributore per il film. Ciò è stato poi seguito dalla dichiarazione che Adult Swim non avrebbe mai più fatto un altro film. Nel 2012, Matt Maiellaro ha rivelato di aver scritto interamente il film e che stanno "cercando di convincere la rete a farlo di nuovo".
Entro il 2014, lo script era completato e approvato e il film sarebbe stata distribuito verso metà del 2015; tuttavia, il 25 aprile 2015, in un panel della convention C2CE, Willis ha dichiarato indirettamente che il progetto era stato demolito, subito dopo aver annunciato la cancellazione della serie. In seguito ha menzionato su Reddit che la produzione sarebbe costata 3,4 milioni di dollari e ha espresso interesse a proporlo su Kickstarter per finanziarlo. Secondo quanto riferito, ha anche affermato che il film sarebbe potuto essere rilasciato nei prossimi due anni.
Il 12 maggio 2021, Adult Swim ha annunciato un secondo film di Aqua Teen Hunger Force, oltre ad altri due film originali basati su The Venture Bros. e Metalocalypse. Tutti e tre i film usciranno su Blu-ray, DVD e in PVOD prima di arrivare su HBO Max tre mesi dopo. Un'anteprima del film è stata mostrata all'Adult Swim Fest 2022. Il film è stato distribuito dall'8 novembre 2022 come Aqua Teen Forever: Plantasm.